# Ď
Ď, ď (D с гачеком) — буква латиницы, седьмая буква чешского алфавита и восьмая буква словацкого алфавита. И в чешском, и в словацком алфавитах следует сразу после D.

## Использование
В первой чешской орфографии, Orthographia bohemica, вместо современной ď использовалась ḋ.
В чешском языке обозначает звонкий палатальный взрывной согласный [ɟ], что похоже на русское дь. В словацком языке обозначает аффрикату [d͡ʑ], что можно передать примерно как джь.
В чешском языке ď не используется перед ě, i, í, а в словацком — перед e, i, í, так как эти гласные сами по себе обозначают мягкость предыдущего согласного, вместо ď перед ними пишется d; кроме того, в чешском вместо ďe пишется dě. Исключение составляет название самой буквы, чеш.  и словац. ďé.
Ď также используется в качестве заглавной ð в гербе Шетландских островов, хотя типичной формой является Ð.